# Superliga Brasileira de Voleibol Feminino de 2019 - Série B
A Superliga Brasileira de Voleibol Feminino de 2019 - Série B foi a sexta edição desta competição organizada pela Confederação Brasileira de Voleibol através da Unidade de Competições Nacionais. Trata-se da segunda divisão do Campeonato Brasileiro de Voleibol Feminino, a principal competição entre clubes de voleibol feminino do Brasil. Participaram do torneio oito equipes provenientes de quatro estados brasileiros. As duas equipes finalistas garantem acesso à elite do voleibol brasileiro na temporada 2019/2020.
O CC Valinhos conquistou seu primeiro título, derrotando na final o Flamengo , ambos classificaram para a Superliga Brasileira de Voleibol Feminino de 2019–20 - Série A.

## Equipes participantes
| Equipe               | Cidade               | Última participação | Temporada 2018 |
| -------------------- | -------------------- | ------------------- | -------------- |
| CEFA                 | Marau                | 2018                | 5º             |
| ADC Bradesco         | Osasco               | 2018                | 4º             |
| Flamengo             | Rio de Janeiro       | estreante           | -              |
| FEL Londrina         | Londrina             | estreante           | -              |
| CC Valinhos          | Valinhos             | estreante           | -              |
| Francana Vôlei       | Franca               | estreante           | -              |
| São José dos Pinhais | São José dos Pinhais | 2018                | 3º             |
| Amavolei Maringá     | Maringá              | estreante           | -              |

## Fase classificatória
As oito equipes participantes formam um grupo único e jogam no sistema de todos contra todos, sendo classificada automaticamente para a semifinal a primeira e segunda colocada  desta fase, e do 3º ao 6º para às quartas de final.

### Classificação
- Vitória por 3 sets a 0 ou 3 a 1: 3 pontos para o vencedor;
- Vitória por 3 sets a 2: 2 pontos para o vencedor e 1 ponto para o perdedor.
- Não comparecimento, a equipe perde 2 pontos.
- Em caso de igualdade por pontos, os seguintes critérios servem como desempate: número de vitórias, razão de sets e razão de ralis.

|  |                                                 |
|  | Equipes classificadas para às quartas-de-final. |

|     |                      |     | Jogos | Jogos | Jogos | Resultados | Resultados | Resultados | Resultados | Resultados | Resultados | Sets | Sets | Sets  | Pontos | Pontos | Pontos |
| Pos | Equipe               | Pts | T     | V     | D     | 3–0        | 3–1        | 3–2        | 2–3        | 1–3        | 0–3        | V    | P    | R     | V      | P      | R      |
| --- | -------------------- | --- | ----- | ----- | ----- | ---------- | ---------- | ---------- | ---------- | ---------- | ---------- | ---- | ---- | ----- | ------ | ------ | ------ |
| 1   | CC Valinhos          | 15  | 6     | 5     | 1     | 4          | 1          | 0          | 0          | 0          | 1          | 15   | 4    | 3.750 | 459    | 343    | 1.338  |
| 2   | Flamengo             | 15  | 5     | 5     | 0     | 5          | 0          | 0          | 0          | 0          | 0          | 15   | 0    | MAX   | 384    | 311    | 1.235  |
| 3   | Amavolei Maringá     | 10  | 6     | 4     | 2     | 2          | 0          | 2          | 0          | 1          | 1          | 13   | 10   | 1.300 | 529    | 512    | 1.033  |
| 4   | São José dos Pinhais | 6   | 6     | 2     | 4     | 0          | 0          | 2          | 2          | 0          | 2          | 10   | 16   | 0.625 | 533    | 557    | 0.957  |
| 5   | ADC Bradesco         | 6   | 6     | 2     | 4     | 0          | 1          | 1          | 1          | 1          | 2          | 9    | 15   | 0.600 | 499    | 544    | 0.917  |
| 6   | CEFA Marau           | 7   | 6     | 2     | 4     | 2          | 0          | 0          | 1          | 1          | 2          | 9    | 12   | 0.750 | 453    | 488    | 0.928  |
| 7   | Francana             | 7   | 6     | 2     | 4     | 1          | 1          | 0          | 1          | 0          | 3          | 8    | 13   | 0.615 | 410    | 475    | 0.863  |
| 8   | FEL Londrina         | 3   | 5     | 1     | 4     | 0          | 1          | 0          | 0          | 1          | 3          | 4    | 13   | 0.308 | 330    | 403    | 0.819  |

## Playoffs
Negrito - Vencedor das séries

itálico - Time com vantagem de mando de quadra

|  | Quartas-de-final         | Quartas-de-final         | Quartas-de-final         | Quartas-de-final         | Quartas-de-final         |   |                      | Semifinais                       | Semifinais                       | Semifinais                       | Semifinais                       | Semifinais                       |  |  | Final               | Final               | Final               | Final               | Final               | Final               | Final               |
|  | 16 a 21 de março de 2019 | 16 a 21 de março de 2019 | 16 a 21 de março de 2019 | 16 a 21 de março de 2019 | 16 a 21 de março de 2019 |   |                      | 30 de março a 6 de abril de 2019 | 30 de março a 6 de abril de 2019 | 30 de março a 6 de abril de 2019 | 30 de março a 6 de abril de 2019 | 30 de março a 6 de abril de 2019 |  |  | 13 de abril de 2019 | 13 de abril de 2019 | 13 de abril de 2019 | 13 de abril de 2019 | 13 de abril de 2019 | 13 de abril de 2019 | 13 de abril de 2019 |
|  |                          |                          |                          |                          |                          |   |                      |                                  |                                  |                                  |                                  |                                  |  |  |                     |                     |                     |                     |                     |                     |                     |
|  | 1°                       | CC Valinhos              | 3                        | 3                        | -                        |   |                      |                                  |                                  |                                  |                                  |                                  |  |  |                     |                     |                     |                     |                     |                     |                     |
|  | 8°                       | FEL Londrina             | 0                        | 0                        | -                        |   |                      |                                  |                                  |                                  |                                  |                                  |  |  |                     |                     |                     |                     |                     |                     |                     |
|  | 8°                       | FEL Londrina             | 0                        | 0                        | -                        |   | 1°                   | CC Valinhos                      | 3                                | 3                                | -                                |                                  |  |  |                     |                     |                     |                     |                     |                     |                     |
|  |                          |                          |                          |                          |                          |   | 1°                   | CC Valinhos                      | 3                                | 3                                | -                                |                                  |  |  |                     |                     |                     |                     |                     |                     |                     |
|  |                          | 5°                       | ADC Bradesco             | 0                        | 2                        | - |                      |                                  |                                  |                                  |                                  |                                  |  |  |                     |                     |                     |                     |                     |                     |                     |
|  | 4°                       | 5°                       | ADC Bradesco             | 0                        | 2                        | - | São José dos Pinhais | 1                                | 2                                | -                                |                                  |                                  |  |  |                     |                     |                     |                     |                     |                     |                     |
|  | 4°                       |                          |                          |                          |                          |   | São José dos Pinhais | 1                                | 2                                | -                                |                                  |                                  |  |  |                     |                     |                     |                     |                     |                     |                     |
|  | 5°                       | ADC Bradesco             | 3                        | 3                        | -                        |   |                      |                                  |                                  |                                  |                                  |                                  |  |  |                     |                     |                     |                     |                     |                     |                     |
|  |                          |                          |                          |                          |                          |   |                      |                                  |                                  |                                  |                                  |                                  |  |  | 1°                  | CC Valinhos         | 3                   |                     |                     |                     |                     |
|  |                          |                          | 2°                       | Flamengo                 | 2                        |   |                      |                                  |                                  |                                  |                                  |                                  |  |  |                     |                     |                     |                     |                     |                     |                     |
|  | 2°                       | Flamengo                 | 3                        | 3                        | -                        |   |                      |                                  |                                  |                                  |                                  |                                  |  |  |                     |                     |                     |                     |                     |                     |                     |
|  | 7°                       | Francana                 | 2                        | 0                        | -                        |   |                      |                                  |                                  |                                  |                                  |                                  |  |  |                     |                     |                     |                     |                     |                     |                     |
|  | 7°                       | Francana                 | 2                        | 0                        | -                        |   | 2°                   | Flamengo                         | 3                                | 3                                | -                                |                                  |  |  |                     |                     |                     |                     |                     |                     |                     |
|  |                          |                          |                          |                          |                          |   | 2°                   | Flamengo                         | 3                                | 3                                | -                                |                                  |  |  |                     |                     |                     |                     |                     |                     |                     |
|  |                          | 3°                       | Amavolei Maringá         | 0                        | 0                        | - |                      |                                  |                                  |                                  |                                  |                                  |  |  |                     |                     |                     |                     |                     |                     |                     |
|  | 3°                       | 3°                       | Amavolei Maringá         | 0                        | 0                        | - | Amavolei Maringá     | 3                                | 3                                | -                                |                                  |                                  |  |  |                     |                     |                     |                     |                     |                     |                     |
|  | 3°                       |                          |                          |                          |                          |   | Amavolei Maringá     | 3                                | 3                                | -                                |                                  |                                  |  |  |                     |                     |                     |                     |                     |                     |                     |
|  | 6°                       | CEFA Marau               | 1                        | 1                        | -                        |   |                      |                                  |                                  |                                  |                                  |                                  |  |  |                     |                     |                     |                     |                     |                     |                     |

## Premiações
| Superliga B 2019                |
| São Paulo                       |
| ------------------------------- |
| CC Valinhos Campeão (1º título) |